# Моховское сельское поселение (Покровский район)
Моховское сельское поселение — муниципальное образование в Покровском районе Орловской области России.
Создано в 2004 году в границах одноимённого сельсовета.  Административный центр — село Моховое.

## География
Расположено на северо-востоке Покровского района.

## Население
| 2010 | 2012 | 2013 | 2014 | 2015 | 2016 | 2017 |
| ---- | ---- | ---- | ---- | ---- | ---- | ---- |
| 639  | ↘626 | ↘623 | ↘603 | ↘586 | ↘573 | ↘561 |
| 2018 | 2019 | 2020 | 2021 | 2023 |      |      |
| ↘553 | ↘545 | ↗551 | ↘525 | ↘516 |      |      |

## Населённые пункты
В состав сельского поселения (сельсовета) входят 10 населённых пунктов:
| №  | Населённый пункт | Тип     | Население (чел.) |
| -- | ---------------- | ------- | ---------------- |
| 1  | Гражданский      | посёлок | 0                |
| 2  | Дубовец          | деревня | 1                |
| 3  | Каменка          | деревня | 1                |
| 4  | Копаное          | деревня | 5                |
| 5  | Красное Знамя    | посёлок | 0                |
| 6  | Красный Луч      | посёлок | 26               |
| 7  | Красный Ржавец   | деревня | 13               |
| 8  | Критово          | деревня | 1                |
| 9  | Моховое          | село    | ↘390             |
| 10 | Озерное          | деревня | ↗200             |